# Произнеси моё имя (Во все тяжкие)
«Произнеси моё имя» (англ. Say My Name) (первоначальное название — «Выигрывают все» (англ. Everybody Wins)) — седьмой эпизод пятого сезона американского драматического телесериала «Во все тяжкие» и 53-й во всём сериале. Автор сценария и режиссёр — Томас Шнауц. Эпизод вышел на канале AMC 26 августа 2012 года.

## Сюжет
Уолтер, Джесси и Майк встречаются с Декланом, своим конкурентом из Финикса. Вместо того чтобы согласиться на предложение Деклана выкупить украденный метиламин за 15 миллионов долларов в обмен на то, что Уолт уберёт свой синий метамфетамин с рынка наркотиков, Уайт выдвигает встречное предложение: продавать свой более качественный продукт через дистрибьюторскую сеть Деклана в обмен на существенную долю в бизнесе и единовременную выплату Майку в размере 5 миллионов долларов за его долю. Сначала Деклан отказывается, но соглашается, когда понимает, что Уолт — тот самый Хайзенберг.
Уолт не обращает внимания на попытки Джесси уйти со своей долей денег. Тем временем Майк узнаёт через жучки, что у УБН есть ордер на обыск в его доме. Он прячет машину с дорожной сумкой с деньгами, паспортом и пистолетом на парковке в аэропорту. Когда Хэнк и Стив Гомес обыскивают его дом, они ничего не находят. Позже Хэнк поручает Стиву проследить за адвокатом Майка, Дэном Уошбергером, и поймать его на месте, где он сдаёт нелегальные деньги за наркотики.
Джесси противостоит Уолту и требует свою долю денег. Уайт пытается внушить Пинкману, что у него в жизни ничего нет, но его попытки манипулировать Джесси терпят неудачу, и в итоге он уходит без денег, что ещё больше злит Уолта. Уайт вынужден варить следующую партию метамфетамина с Тоддом. Притворяясь расстроенным из-за Скайлер, Уолт навещает Хэнка в его кабинете, убирает поставленные им жучки и подслушивает, как Гомес говорит Хэнку, что они арестовали Дэна и что он собирается рассказать всё, что знает о Майке. Уолтер в панике звонит Майку, который гуляет в парке со своей внучкой Кейли, и сообщает, что за ним едет УБН. Когда приезжает полиция, Эрмантрауту приходится бежать из парка.
Майк просит Сола Гудмана достать сумку для побега, но Сол опасается, что УБН будет следить за ним. Когда Джесси вызывается помочь, Майк отказывается от его услуг, опасаясь, что Пинкмана заметят, и просит Уолта достать сумку. Когда Уайт встречается с Эрмантраутом, тот отказывается отдать ему сумку, пока Майк не назовёт имена девяти человек, которым он платит. Эрмантраут всё равно забирает сумку, и между ними разгорается спор. Майк ругает Уолта за эгоистичное поведение и обвиняет его в том, что он разрушил их идеальную жизнь, убив Гуса Фринга. Уолтер стреляет в Майка. Смертельно раненный Эрмантраут пытается сбежать, но смиряется и садится на бревно у реки. Когда Уолт догоняет его, он понимает, что мог просто спросить Лидию об именах девяти человек. Уайт пытается извиниться; Майк говорит ему: «Заткнись и дай мне спокойно умереть», — и через несколько секунд умирает от ранения.

## Производство

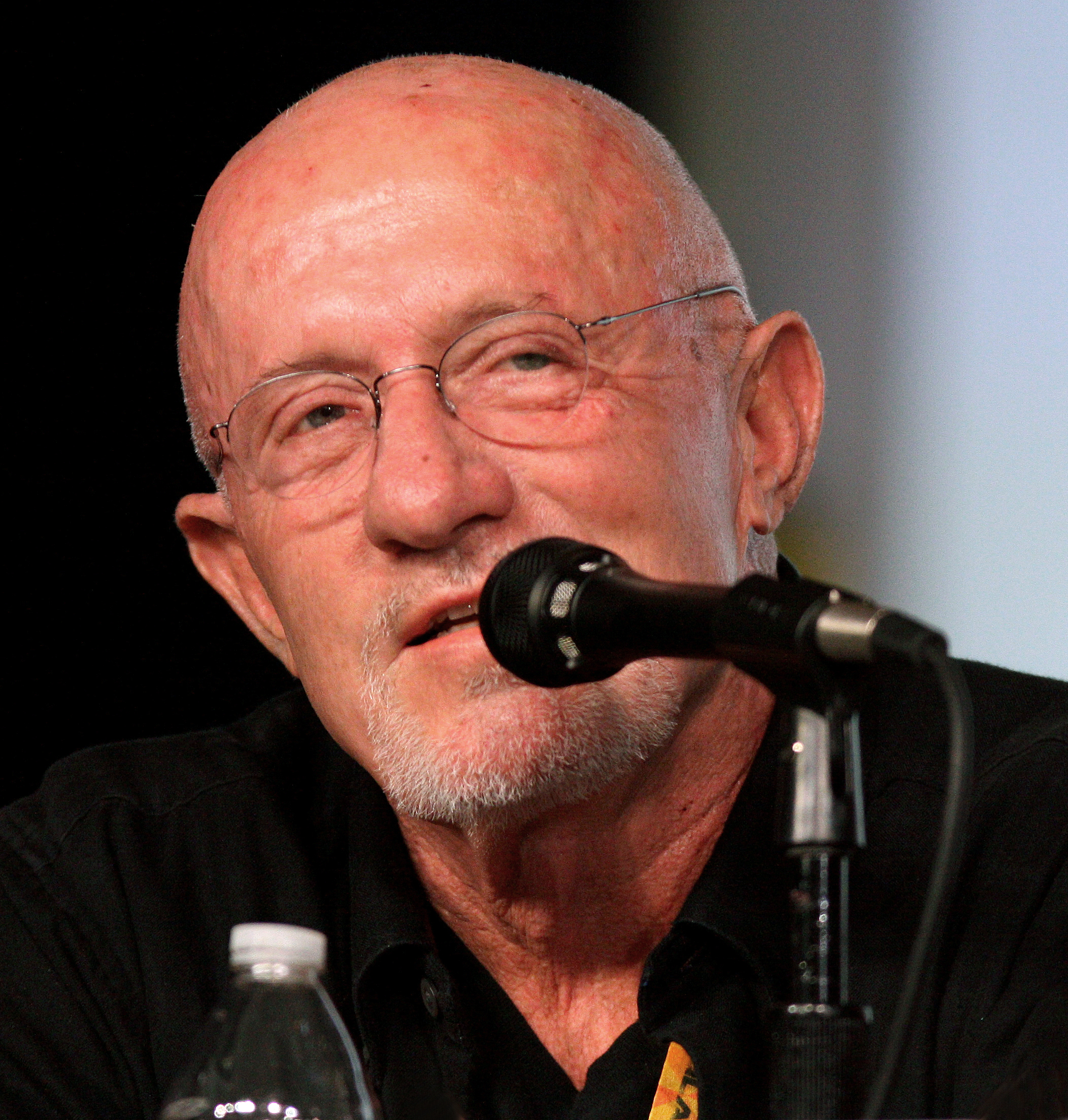
Бэнкс в последний раз появился в сериале в эпизоде «Произнеси моё имя»

В этой серии зрители в последний раз видят Джонатана Бэнкса в роли Майка Эрмантраута в сериале «Во все тяжкие». Создатель шоу Винс Гиллиган рассказал о смерти Майка и о том, почему это был один из его любимых моментов в сериале:
В 5-м сезоне Майк терпит поражение от Уолта в момент, который, как мне кажется, сам Уолт не предвидел. Это просто печальный момент, прекрасно написанный и срежиссированный одним из моих давних друзей, сценаристом Томасом Шнауцем, которого я знаю ещё со времён учёбы в киношколе Нью-Йоркского университета. Со своей первой профессиональной режиссёрской работой с этим эпизодом и этой сценой он справился просто фантастически.
Бэнкс заявил, что смерть Майка его не удивила, потому что он всегда считал, что персонаж в какой-то момент умрёт. Бэнкс вновь исполнил роль Майка Эрмантраута в «Лучше звоните Солу» и «Путь: Во все тяжкие. Фильм».

## Реакция

### Зрительская аудитория
«Произнеси моё имя» посмотрели 2,98 миллиона зрителей, а её рейтинг среди зрителей в возрасте от 18 до 49 лет составил 1,4. На тот момент это были самые высокие рейтинги и количество зрителей для сериала.

### Отзывы критиков
Мэтт Риченталь из TV Fanatic поставил эпизоду 5 звёзд, назвав его «одним из лучших в сериале». Сет Амитин из IGN поставил эпизоду 9 баллов из 10, назвав его «потрясающим», но отметив, что «мне больно видеть, как Майк уходит вот так. Он заслужил большего. Я буквально не могу дать серии оценку выше 9, это был слишком печальный финал». Алан Сепинуолл из HitFix заявил, что эпизод был «в основном потрясающим эпизодом драмы», добавив, что смерть Майка «просто великолепная, разрушительная сцена», но он не был впечатлён сюжетом, который привёл к тому, что Эрмантраут проявил какое-либо доверие к Уолту в той ситуации, написав, что «это был надуманный способ гарантировать, что Уолт сможет убить Майка в соответствии с требованиями общей истории шоу». 
Томас Шнауц был номинирован на премию «Эмми» за лучший сценарий драматического сериала к этому эпизоду.
В 2019 году The Ringer поставил эпизод на 8-е место в списке 62 лучших серий сериала.